# Luís Caetano de Castro e Almeida Pimentel de Sequeira e Abreu
Luís Caetano de Castro e Almeida Pimentel de Sequeira e Abreu (Panjim, 25 de outubro de 1841 — Tomar, 17 de dezembro de 1914), 1.º conde de Nova Goa, moço fidalgo com exercício no Paço, cavaleiro da Ordem de Malta e bacharel formado em Direito pela Universidade de Coimbra, foi um aristocrata e político. Descendente da velha aristocracia goesa de ascendência portuguesa, foi genro de Filipe Folque e pai do professor de agronomia e político Luís Filipe de Castro, o 2.º conde de Nova Goa, e da escritora Virgínia de Castro e Almeida.